# Playmobil
Playmobil — линия игрушек, игровые наборы с элементами конструктора, произведенная немецкой группой Brandstätter. В основе — оригинальные человечки Playmobil. Игрушки объединены в различные тематические серии: город, ферма, полиция, пожарная команда, отдых, приключения, космос, замки, пираты и т. д. Штаб-квартира компании находится в городе Цирндорф, Германия.

## История
В 1958 году молодой работник мебельной лавки Ганс Бек, который в свободное время в качестве хобби мастерил детскую мебель и игрушки, подал заявление на соискание должности дизайнера-разработчика игрушек в компании Geobra Brandstätter, специализировавшейся к этому времени в основном на производстве пластиковых игрушек.
В начале 1970-х годов владелец компании Хорст Брандштеттер поручил Ганс Беку разработать линейку игрушечного зданий и транспорта, но Бек решил начать с миниатюрных фигурок. В 1971 году Ганс Бек показал владельцу компании Хорсту Брандштеттеру первого деревянного человечка Playmobil ростом 7,5 см — чтобы его было удобно держать в детской ручке. Брандштеттер встретил эту идею сдержанно, но позволил Беку продолжить работу.
Нефтяной кризис 1973 года вынудил компанию прекратить производство игрушек, которые требовали большого количества дорогих синтетических материалов, получаемых из нефти. Было принято решение развивать концепцию Playmobil, которые при меньшем расходе пластмассы могли принести большую прибыль, чем пластиковые вёдра или обручи.
В 1974 году были представлены первые фигурки Playmobil: рыцарь, строитель и индеец.
К концу 1974 года продажи Playmobil довели оборот компании Geobra Brandstätter до 3 млн марок.
В 1976 году филиал на Мальте взял на себя изготовление фигурок, которые состояли из семи компонентов и собирались вручную.
В 1980-е годы произошёл триумф PLAYMOBIL: открываются всё новые офисы в Европе и Северной Америке.
В 2000 году в Цирндорфе, недалеко от Нюрнберга, открылся грандиозный парк развлечений PLAYMOBIL. Девиз парка — «Давайте жить активнее». Отсутствие пассивных аттракционов — идея основателя парка, владельца компании Хорста Брандштеттера, обеспокоенного проблемой недостатка движения у детей.
К 2011 году товарооборот компании составил 564 млн евро, что побило рекорды продаж всех игровых компаний мира. В 2012 году введены в строй новый современный многоуровневый склад и новый литейный завод в г. Дитенхофен. Общий объем инвестиций составил 25 млн евро.
К 2016 году по всему миру было продано 2,9 млрд человечков Playmobil. Всего же с момента их появления в 1974 году было разработано и запущено в производство более 5100 различных тематических фигурок.
Хорст Брандштеттер запретил выпускать человечков-солдат, военную технику и оружие, копирующих милитаристские изобретения XX века. Вне запрета только такие исторические персонажи, как римский легионер, ковбой, пират и пр.